# Eohypsibius nadjae
Eohypsibius nadjae är en djurart som tillhör fylumet trögkrypare, och som beskrevs av Kristensen 1982. Eohypsibius nadjae ingår i släktet Eohypsibius och familjen Eohypsibiidae. Inga underarter finns listade i Catalogue of Life.